# Rue Damiette
La rue Damiette est une voie publique de la commune française de Rouen.

## Situation et accès
La rue Damiette est une voie de la rive droite de Rouen. D'une longueur d'environ 130 m, elle débute au sud sur le coin nord-est de la place Barthélemy, à l'angle avec la rue de Martainville. Elle se termine au nord à l’intersection de la place du Lieutenant-Aubert et de la rue du Rosier.
Son caractère pittoresque et sa perspective sur l'abbatiale de Saint-Ouen en ont un fait un sujet de prédilection pour les peintres et les graveurs. Elle a été représentée notamment par Camille Pissarro en 1884,.
Les commerces que l'on y trouve aujourd'hui sont principalement des magasins d'antiquités.

## Origine du nom
Le nom de cette rue provient soit de la prise de Damiette par Louis IX en 1249, soit du nom d'un propriétaire.

## Historique
Cette rue, ancienne, s'est orthographiée « rue de la Miette ».

## Bâtiments remarquables et lieux de mémoire
La rue Damiette comporte plusieurs édifices protégés au titre des monuments historiques essentiellement des maisons à colombages :
- no 1 : maison[3]
- no 2 : maison[4]
- no 2bis : maison[5]
- nos 3-5 : maison[6]
- no 4 : maison[7]
- no 6 : maison[8]
- no 7 : maison[9]
- no 8 : maison[10]
- no 13 : maison[11]
- no 14 : maison[12]
- no 16 : maison[13]
- nos 28-32 : hôtel de Senneville[14]
- no 30 : hôtel d'Aligre[15]
- no 41 : maison[16]
- no 43 : maison[17]
- no 46 : maison[18]
- no 50 : maison[19]

Le graveur Narcisse-Alexandre Buquet (1825-1894) est né au no 15.
L'église Saint-Maclou est située au débouché de la rue sur la place Barthélemy.

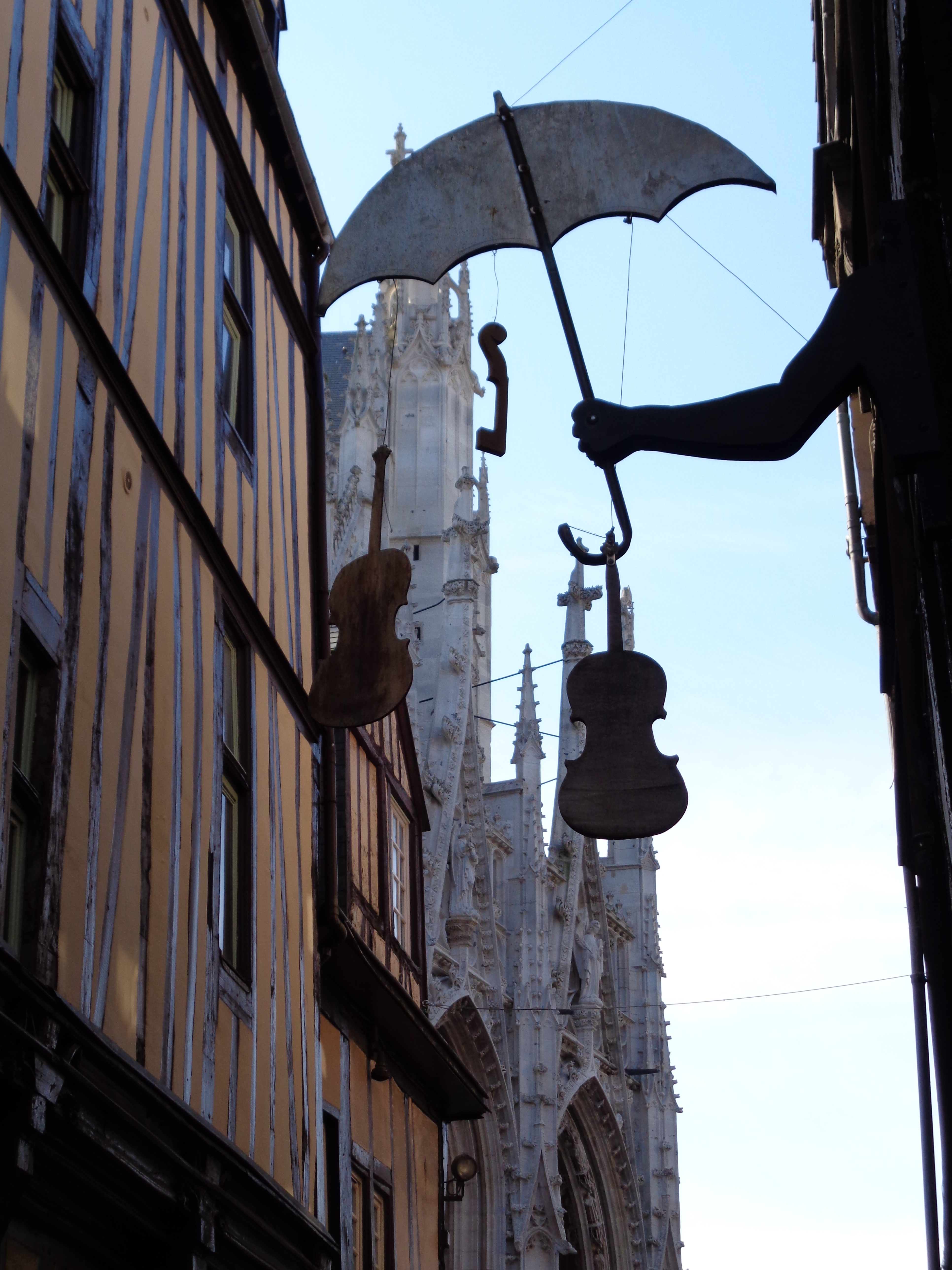